# Arcella (Pádua)
Arcella é um subúrbio ou bairro a norte da cidade italiana de Pádua onde faleceu Santo António de Lisboa, a 13 de Junho de 1231, num convento de clarissas e estando na companhia de Lucas Belludi. Neste existe um igreja do século XVI dedicada ao santo.